# Тот, Душан
Душан Тот (словац. Dušan Tóth; 8 февраля 1971, Плаве-Возокани) — словацкий футболист, выступавший на позиции защитника, и тренер. Играл за национальную сборную Словакии; выступая за «Кошице», два раза выигрывал национальный чемпионат.

## Биография
Воспитанник клуба «Дукла» из Банска-Бистрицы. Сначала выступал за детские команды клуба, позже дебютировал в основной команде. В 1997 году перешёл в состав «Кошице». В составе последнего дважды выиграл национальный чемпионат. Заканчивал карьеру в родной «Дукле».

## Карьера в сборной
Выступал за сборную Словакии, сыграл 5 матчей. Дебютировал 27 марта 1996 года в матче против сборной Беларуси. Все матчи, в которых принимал участие Душан Тот, были товарищеские.

## Тренерская карьера
После завершения карьеры футболиста работал ассистентом тренера в «Дукле» из Банска-Бистрица. Осенью 2016 года Душан Тот стал главным тренером «Дуклы» после отставки предыдущего тренера Любомира Фактора.

## Достижения
- Чемпион Словакии (2): 1996/97, 1997/98